# Einhandmesser

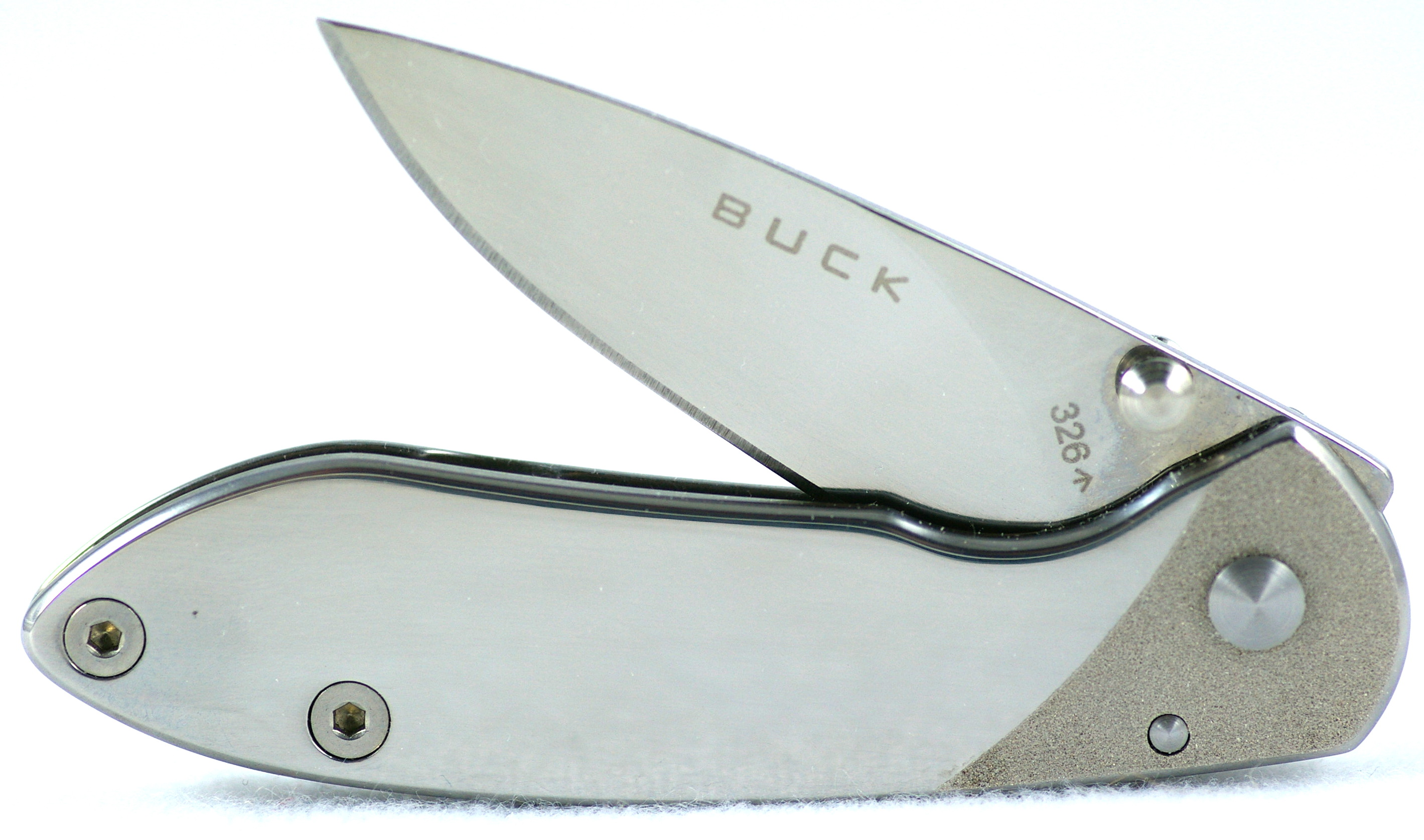
Einhandmesser von Buck mit Öffnungspin

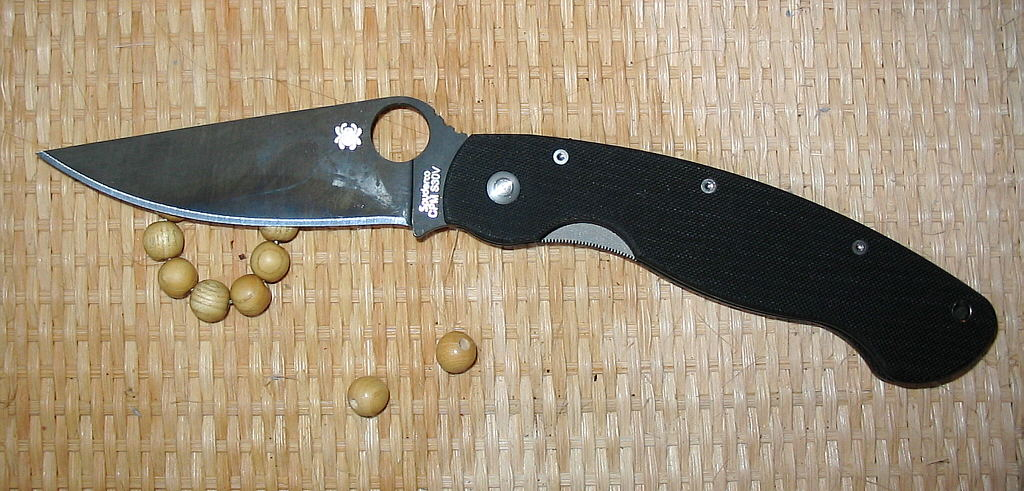
Einhandmesser von Spyderco mit Bohrung

Einhandmesser sind Taschenmesser, die mittels einer an der Klinge angebrachten Öffnungshilfe einhändig geöffnet und je nach Verschlussmechanismus auch einhändig wieder geschlossen werden können. Ursprünglich wurden diese Messer in den 1930er Jahren entwickelt, um auch Behinderten und Kriegsversehrten, die nur noch über eine voll funktionsfähige Hand verfügten, die Benutzung eines Taschenmessers zu ermöglichen.

## Öffnungshilfen
Um das Messer einhändig zu öffnen, verfügen Einhandmesser über spezielle Öffnungshilfen an der Klinge. Hierbei haben sich drei verschiedene Möglichkeiten etabliert:

### Öffnungspin
Ein- oder beidseitig sind hier geschraubte oder genietete Pins auf der Klinge angebracht. Mit ihrer Hilfe kann die Klinge mit dem Daumen aufgeschoben werden. Der Öffnungspin ist die häufigste Öffnungshilfe.
Er hat den Vorteil, dass insbesondere bei geschraubten Pins das Messer relativ einfach und ohne größere optische Einbußen auf beidhändige Öffnung umgebaut werden kann.
Allerdings hat er den Nachteil, dass er beim Schärfen auf dem Schleifstein im Weg ist.
Auch kann der Pin beim Ziehen des Messers aus der Hosentasche störend sein.

### Bohrungen in der Klinge
Hierbei ist ein Auge in die Klinge gebohrt, mit dessen Hilfe der Daumen die Klinge aufschieben kann. Diese Öffnungshilfe wurde vom Spyderco-Gründer Sal Glesser im Jahr 1981 patentiert. Seitdem ist das kreisrunde Auge ein geschütztes Markenzeichen von Spyderco. Andere Hersteller bieten den gleichen Mechanismus in anderer Form an.

### Flipper

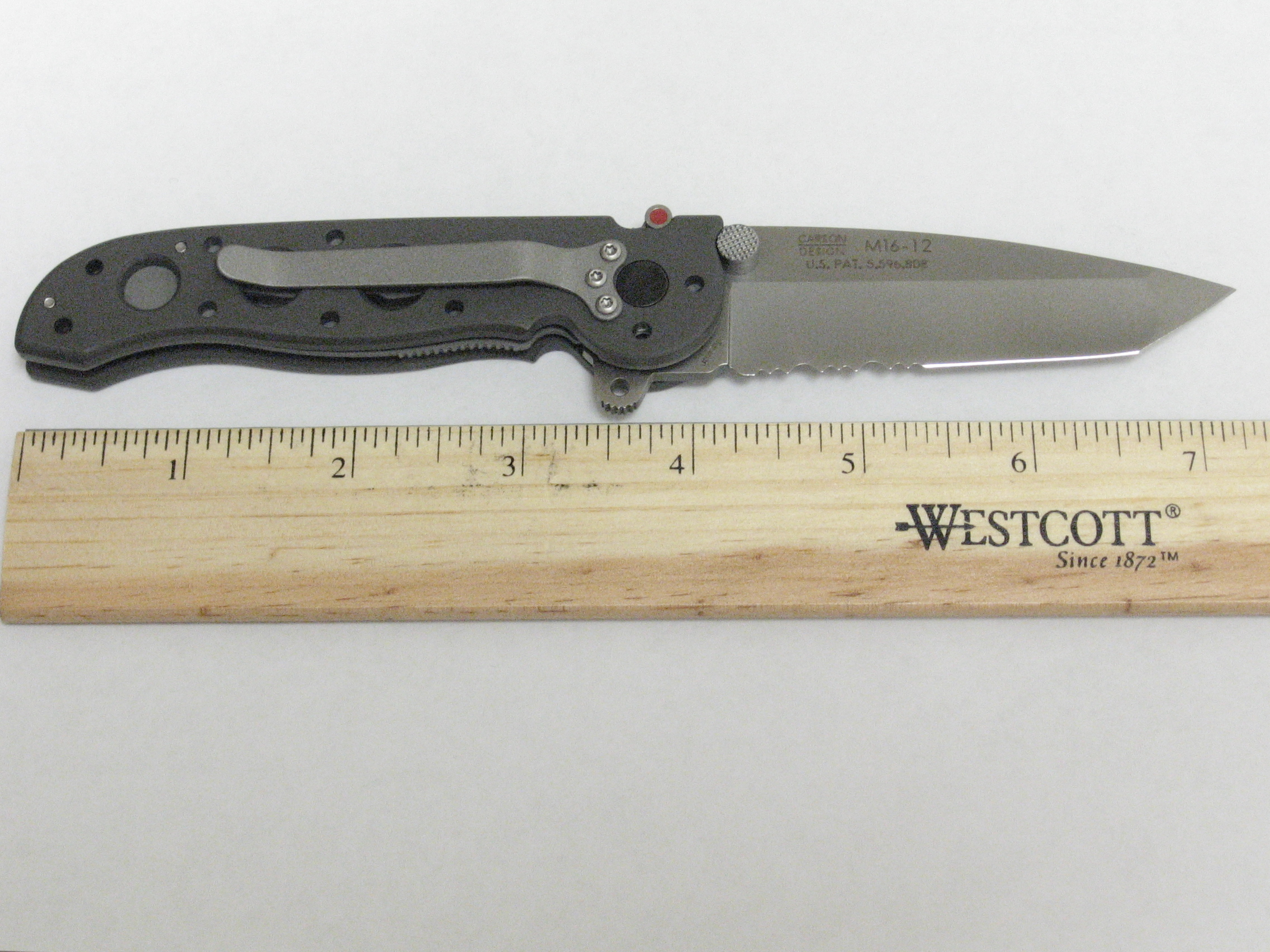
Einhandmesser von CRKT mit Flipper

Der Flipper ist eine am Klingengelenk hervorstehende Nase. Im geschlossenen Zustand ragt er aus dem Heftrücken heraus. Zum Öffnen drückt der Zeigefinger auf den Flipper und stößt die Klinge aus dem Griff. Bei ausgeklappter Klinge dient der Flipper als kleine Parierstange.
Aufgrund des kurzen Weges kann der Finger der Klinge nur wenig Impuls mitgeben. Darum ist bei dieser Öffnungshilfe ein leichtgängiges Klingengelenk besonders wichtig. Dies wird mit Unterlegscheiben oder einem Kugellager erreicht. Gelegentlich wird die Klinge mit einem kleinen Nocken leicht festgehalten, der es dem Finger erlaubt, mehr Kraft aufzubauen. Bei einigen Modellen muss dennoch ein Schwung aus dem Handgelenk angewendet werden, damit das Messer vollständig öffnet.
Die Ursprünge des Flippers sind heute vermutlich nicht nachzuvollziehen. Für heutige Messergenerationen hat Kit Carson diesen Mechanismus wieder populär gemacht.

## Verschlussmechanismen
Verschlussmechanismen halten die Klinge im geöffneten Zustand arretiert, um ein versehentliches Schließen des Messers zu verhindern.
Prinzipiell können bei Einhandmessern alle Verschlussmechanismen zum Einsatz kommen, die auch von zweihändig zu bedienenden Klappmessern bekannt sind. Hier sind die häufigsten aufgelistet, die sich auch einhändig ohne Zuhilfenahme von Schwerkraft oder zusätzlicher Gegenstände schließen lassen.

### Slipjoint
Der Slipjointverschluss ist von klassischen Taschenmessern her bekannt. Hier wird die Klinge von einer Feder offen gehalten, zum Schließen muss lediglich der Widerstand der Feder überwunden werden. Eine mechanische Verriegelung existiert nicht. Diese Verschlussart ist bei Einhandmessern bisher eher die Ausnahme. Messer dieser Bauart werden vorwiegend für Märkte in Ländern entwickelt, in denen Einhandmesser mit verriegelbarer Klinge einem Führverbot unterliegen.

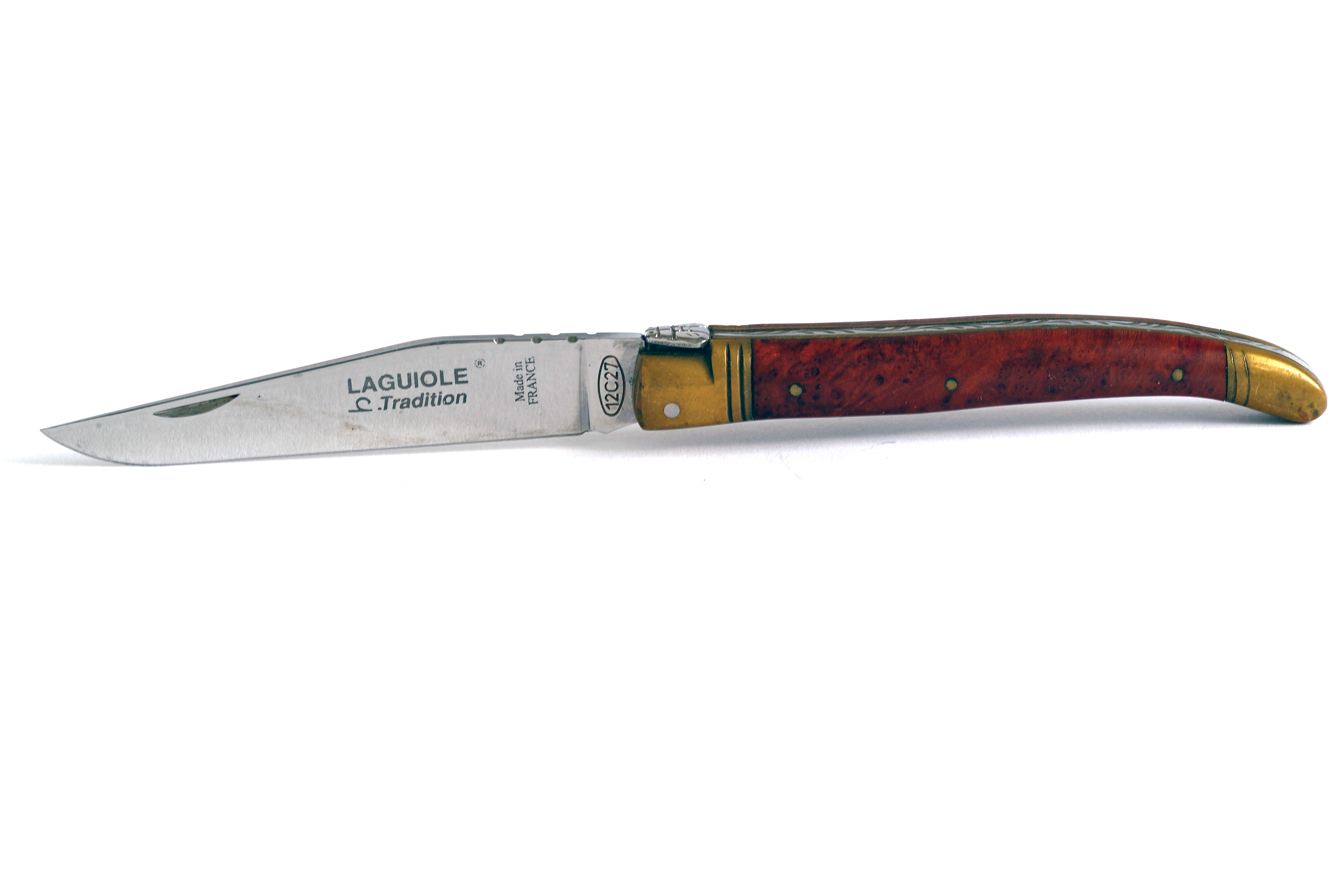
Lagioule Tradition, geöffnet, 2020

### Linerlock

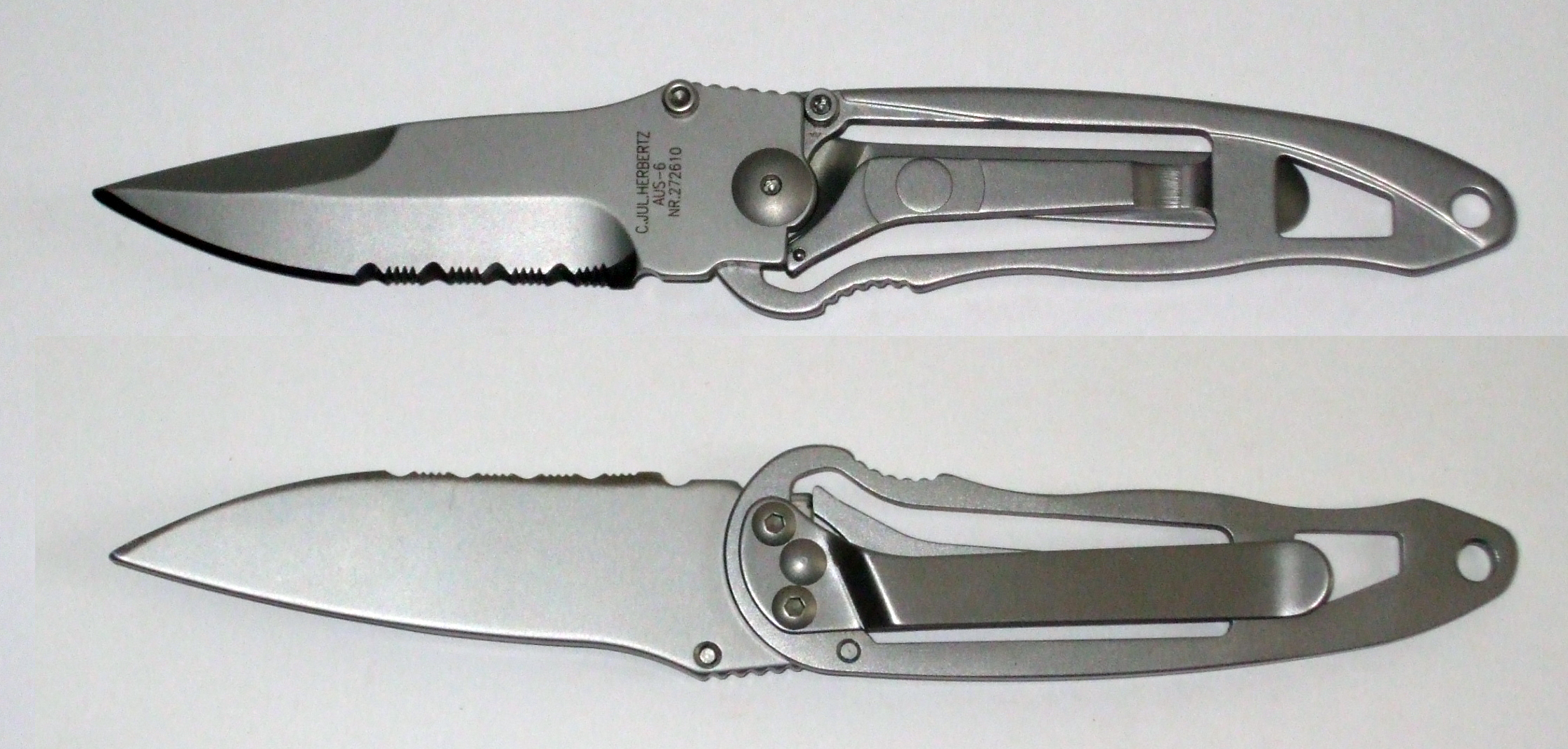
Einhandmesser mit Liner-Lock

Der Liner-Lock ist der am weitesten bei Einhandmessern verbreitete Verschluss. Hier befindet sich eine Stahlblattfeder längs der Klinge, die im geschlossenen Zustand von der Klinge zur Seite gedrückt wird. Beim Öffnen der Klinge springt die Feder hinter die Klinge und arretiert diese. Die Sicherheit des Linerlocks hängt stark von der Qualität der Feder und Verarbeitung des Messers ab. Bei billigen Messern kann er sich unter Belastung öffnen, was eine Gefährdung des Anwenders zur Folge hat.
Zum Schließen schiebt der Daumen die Feder zur Seite und der Zeigefinger schiebt die Klinge am Klingenrücken zu. Für Linkshänder wird die Feder auf der anderen Seite der Platine eingebaut.

### Framelock

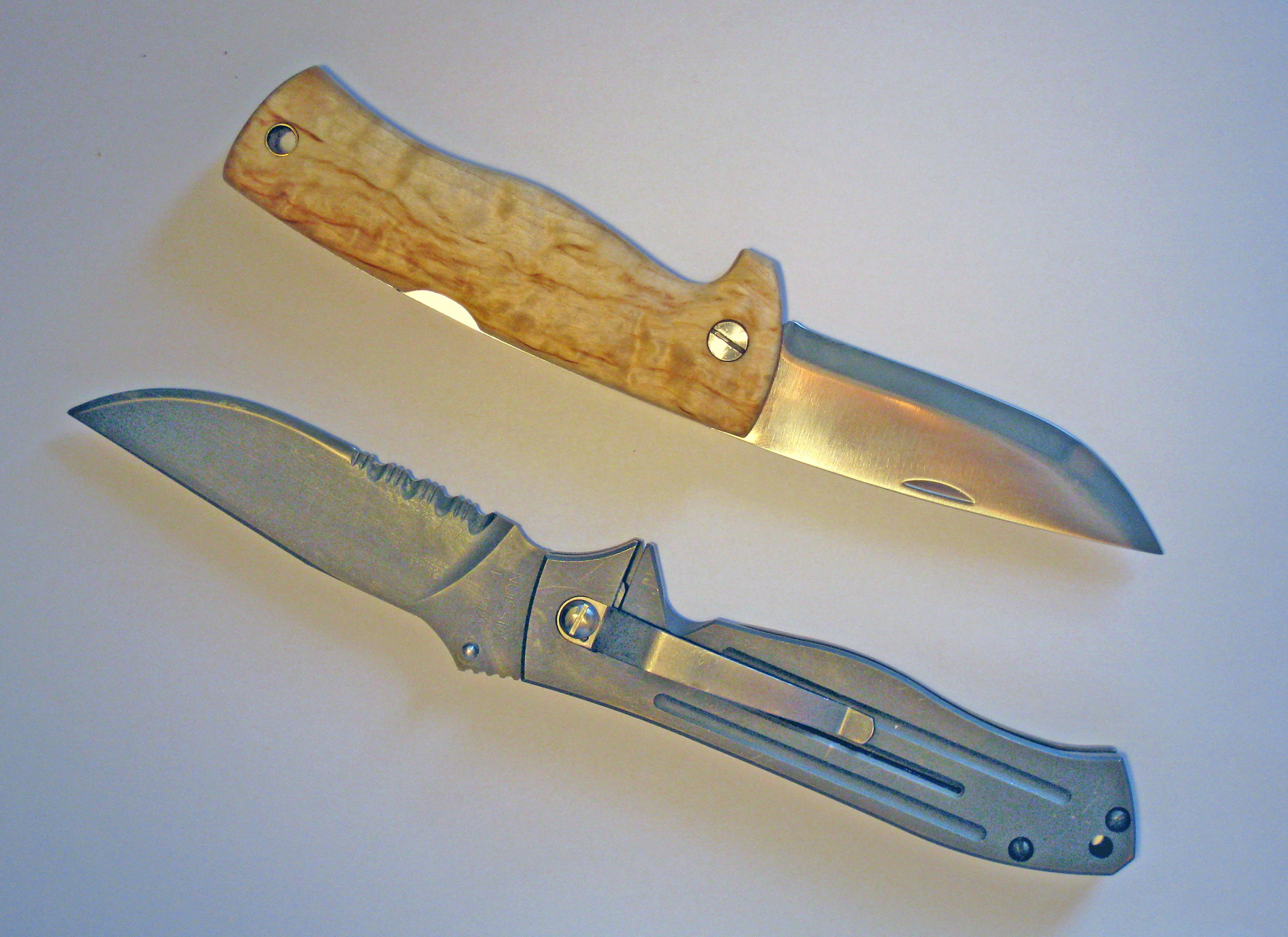
Klappmesser mit Lockback („mid lock“; oben) und Framelock

Der Framelock ist eine Variation des Linerlock, bei dem ein elastischer Teil der Griffschale als Blattfeder dient. Er hat den Vorteil, dass er eine dickere Feder erlaubt. Nachteilig wirkt sich jedoch aus, dass das Design des Griffes durch die Feder bestimmt wird und der Verschluss eher versehentlich gelöst werden kann als beim Linerlock.
Zum Schließen der Klinge wird derselbe Handgriff angewandt wie beim Linerlock. Auch hier kann es eine Linkshänderversion des Messers geben.

### Lockback
Der Lockbackverschluss wird häufig bei Zweihandmessern verwendet. Ein Hammer hakt sich hier beim Öffnen hinten in der Klinge ein und muss durch Drücken eines Hebels im Messerrücken wieder entriegelt werden.
Beim klassischen Lockback sitzt die Entriegelung sehr weit hinten im Heft und einhändiges Schließen erfordert sehr viel Übung oder ist bei langen Klingen mitunter gar nicht möglich. Neuere Variationen verlegen die Entriegelung mehr in Gelenknähe und werden im Englischen zur besseren Unterscheidung auch mid lock (in Griffmitte) und front lock (weit vorn am Griff) genannt. Dann kann der Daumen die Entriegelung betätigen, während der Zeigefinger die Klinge an der Öffnungshilfe nach unten führt.
Der in Deutschland bisweilen anzutreffende Begriff „Backlock“ ist nicht korrekt.

### Axislock

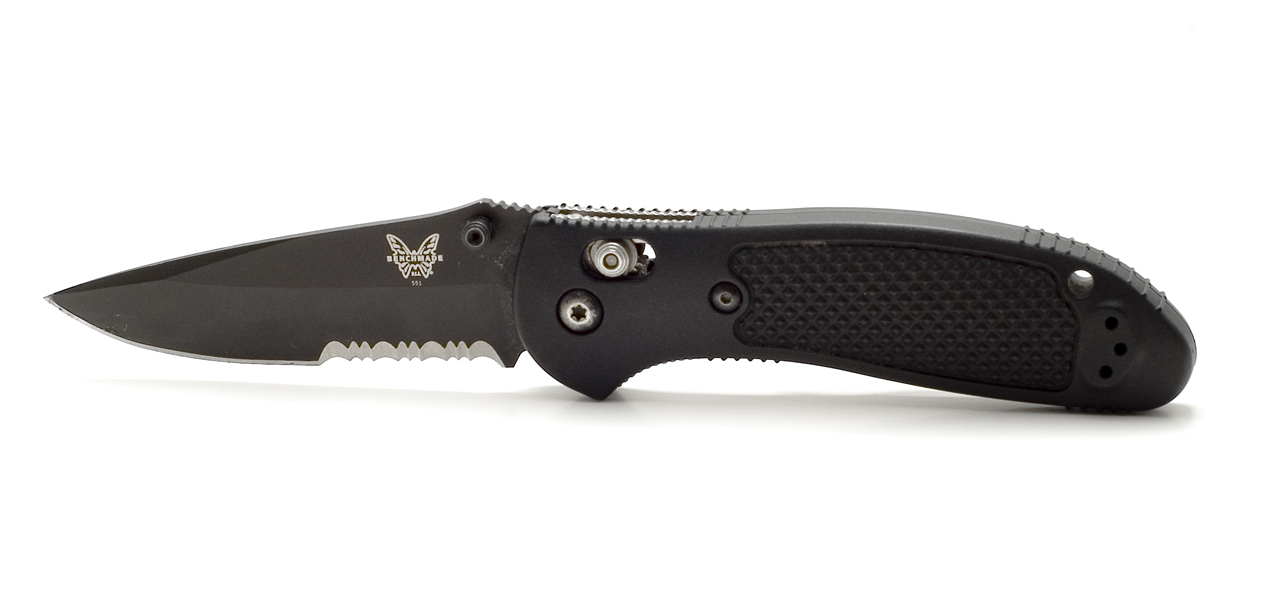
Einhandmesser mit Axislock

Bei diesem Verschluss schiebt sich beim Aufklappen der Klinge ein federbelasteter Bolzen über einen flachen, nun obenliegenden Teil der Klinge. Diese Verriegelung ist äußerst stabil.
Das Entriegeln geschieht durch Zurückziehen des Bolzens mit dem Daumen und Zuschieben der Klinge mit Zeigefinger am Klingenrücken. Diese Verriegelung ist für Rechts- und Linkshänder identisch.

## Abgrenzung zum Springmesser
Auch wenn Einhandmesser und Springmesser in der öffentlichen Wahrnehmung oftmals gleichgestellt sind, so gibt es doch beträchtliche Unterschiede zwischen ihnen. Springmesser öffnen sich beim Betätigen eines Knopfes automatisch durch eine beim Schließen gespannte Feder; Einhandmesser werden hingegen von Hand geöffnet.
Eine Zwischenstufe ist der „federunterstützte Klappmechanismus“ (Assisted Opener). Hierbei muss die Klinge bis zu einem Triggerpunkt manuell geöffnet werden, bis eine Feder sie in die Endposition bringt. Derartige Messer werden von der deutschen Gesetzgebung nicht berücksichtigt. Das BKA stellt sie jedoch den Einhandmessern gleich hinsichtlich Besitz und Führung.

## Rechtslage
In vielen Ländern unterliegen Messer, die sich einhändig öffnen lassen, speziellen Gesetzen.

### Situation in Deutschland
In Übereinstimmung mit dem aktuellen Waffenrecht dürfen Messer mit einhändig feststellbarer Klinge seit 2008 nicht geführt werden. Das Messer wird geführt, wenn über den fraglichen Gegenstand die tatsächliche Gewalt außerhalb der eigenen Wohnung, Geschäftsräume oder des eigenen befriedeten Besitztums ausgeübt wird. Dabei spielt die Länge der Klinge keine Rolle. Ein Verstoß dagegen ist eine Ordnungswidrigkeit und wird mit einem Bußgeld bis 10.000 Euro und Einziehung des Gegenstands geahndet.
Das Führen eines Einhandmessers ist jedoch erlaubt, sofern ein berechtigtes Interesse besteht. Dies liegt insbesondere dann vor, wenn das Führen der Gegenstände im Zusammenhang mit der Berufsausübung erfolgt, der Brauchtumspflege, dem Sport oder einem allgemein anerkannten Zweck dient. Kein berechtigtes Interesse ist jedoch die Selbstverteidigung.
Der Transport ist erlaubt, wenn sich das Messer in einem verschlossenen Behältnis befindet. Des Weiteren ist das Führen eines Einhandmessers auch erlaubt, wenn die Klinge ohne Feststellmechanismus ist (siehe § 42a des Waffengesetzes).

### Situation in Österreich
Taschenmesser aller Art gelten in der Regel nicht als Waffen im Sinne des Waffengesetzes – auch dann nicht, wenn sie über einen Feststellmechanismus verfügen. Erwerb, Besitz und Führen dieser Messer unterliegen somit keinen Beschränkungen.
Messer, die darüber hinaus noch über einen Mechanismus zum Aufspringen oder Ausfahren der Klinge verfügen (Springmesser und dgl.), sowie Butterfly-Messer gelten als Waffen. Diese Messer dürfen nur von Personen über 18 Jahren besessen oder geführt werden; es ist jedoch keine Genehmigung erforderlich. Es können aber Ausnahmen bestehen, beispielsweise bei Veranstaltungen oder bei Vorliegen eines Waffenverbots.

### Situation in der Schweiz
Das schweizerische Waffengesetz gestattet den Erwerb, den Besitz und das Führen von manuell zu öffnenden Einhandmessern unabhängig ihrer Klingenlänge. Ebenso werden sie nicht als gefährliche Gegenstände im Sinne des Gesetzes erfasst.